# Niclosamida
Niclosamida, vendida sob denominação comercial Niclocide entre outros, é um medicamento utilizado para tratamento de infestações por ténias. Isto inclui difilobotríase, himenolepíase e teníase. Não é eficaz contra outros vermes tais como oxiúros ou lombrigas. É administrado por via oral.
Os efeitos secundários incluem náuseas, vómitos, dor abdominal, obstipação e comichão. Pode ser utilizado durante gravidez e parece não apresentar riscos para o bebé. A niclosamida pertence à família de medicamentos dos anti-helmínticos. A sua função é bloquear a absorção de açúcar.
A niclosamida foi descoberta em 1958. Consta na Lista de Medicamentos Essenciais da Organização Mundial de Saúde, considerados os mais eficazes e seguros para responder às necessidades de um sistema de saúde. O custo por atacado no mundo em desenvolvimento é de cerca de 0,24 USD para o decurso do tratamento. Não se encontra disponível comercialmente nos Estados Unidos. É eficaz em muitos outros animais.